# Velja Glava
Velja Glava (en serbio cirílico : Веља Глава) es un pueblo de Serbia, situado en el municipio de Aleksandrovac, en el distrito de Rasina. En el censo de 2011 contaba con 168 habitantes.

## Demografía
| 1948 | 1953 | 1961 | 1971 | 1981 | 1991 | 2002 | 2011 |
| ---- | ---- | ---- | ---- | ---- | ---- | ---- | ---- |
| 350  | 367  | 376  | 324  | 302  | 263  | 188  | 168  |